# Anton Malatinský
Anton Malatinský (Trnava, 15 januari 1920 – Bratislava, 1 december 1992) was een profvoetballer en voetbalcoach uit Slowakije.

## Clubcarrière
Malatinský speelde vrijwel zijn gehele carrière voor FC Spartak Trnava. Hij stond bekend als een technisch onderlegde middenvelder en spelverdeler. Hij speelde in totaal 219 competitiewedstrijden en kwam tot het respectabele aantal van 79 goals, waarvan de meeste voor Spartak Trnava. Het stadion van de club is vernoemd naar Malatinský: Štadión Antona Malatinského. Een knieblessure dwong hem in 1956 zijn carrière af te sluiten.

## Interlandcarrière
Malatinský vertegenwoordigde Tsjecho-Slowakije in tien internationale wedstrijden, nadat hij in de oorlogsjaren zes keer de kleuren van de op dat moment zelfstandige staat Slowakije had verdedigd. Hij nam met Tsjecho-Slowakije deel aan het WK voetbal 1954, maar kwam niet in actie tijdens de eindronde.

## Coachcarrière
Naam maakte Malatinský vooral als trainer-coach. Hij leidde zijn club Spartak Trnava naar grote hoogten in het midden van de jaren zestig. In Nederland was hij actief als coach van FC Den Haag (1976–1978), waar hij werd opgevolgd door Piet de Visser.

## Erelijst
FC Spartak Trnava
- Landskampioen van Tsjecho-Slowakije

1968, 1972, 1973
- Beker van Tsjecho-Slowakije

1975
- Mitropacup

1967
- Beker van Slowakije

1975